# Anisodes tenera
Anisodes tenera là một loài bướm đêm trong họ Geometridae.